# ナーサル
ナーサル（Nassar、1958年3月5日 - ）は、インドの俳優、映画監督、プロデューサー。南インド映画を中心に活動しており、ナディガル・サンガム（南インド芸術家協会）の会長を務めている。
出演作品数は300作を越えており、性格俳優として知られている。

## 人物
タミル・ナードゥ州チングルプット出身。父はバス・ターミナルの側でジュエリーの販売業を営んでおり、ナーサルには姉が1人と兄弟が3人いる。同地の聖ジョゼフ・ハイアー・セカンダリー・スクールを卒業後にチェンナイに移住し、マドラス基督教大学で演劇活動を始めた。短期間インド空軍でパイロットを務め、その後はタージ・コロマンデル・ホテルで給仕の仕事をしながら困窮した生活を送り、時間を見付けて物語や詩を書いて新聞や雑誌に投稿していた。1982年から1983年にかけて南インド映画協会演技学校とタミル・ナードゥ州映画・テレビ技術研究所で演技を学んだ。
NGOの一員として環境保全やゴミのリサイクルなどの活動に参加しており、UNICEFの大使として公衆衛生（屋外排泄）の問題にも取り組んでいる。ナーサルは「この国がより良い道を求める時、トイレ不足と屋外排泄の問題に光を当てることは、とても重要なのです。独立から65年経った今でも、数百万人の人々はトイレを使ったことがありません」と問題提起している。
俳優として活動を始めたころに出会った女性と結婚し、彼女との間に3人の息子をもうけている。長男はT・シヴァが製作する映画で俳優デビューすることが報じられたが、実現はしていない。次男ルトフディーンは、2014年に父が主演を務めた『Saivam』に出演し、俳優としてデビューしている。三男もナーサルが手掛ける映画『Sun Sun Thatha』で俳優デビューを目指していた。

## キャリア

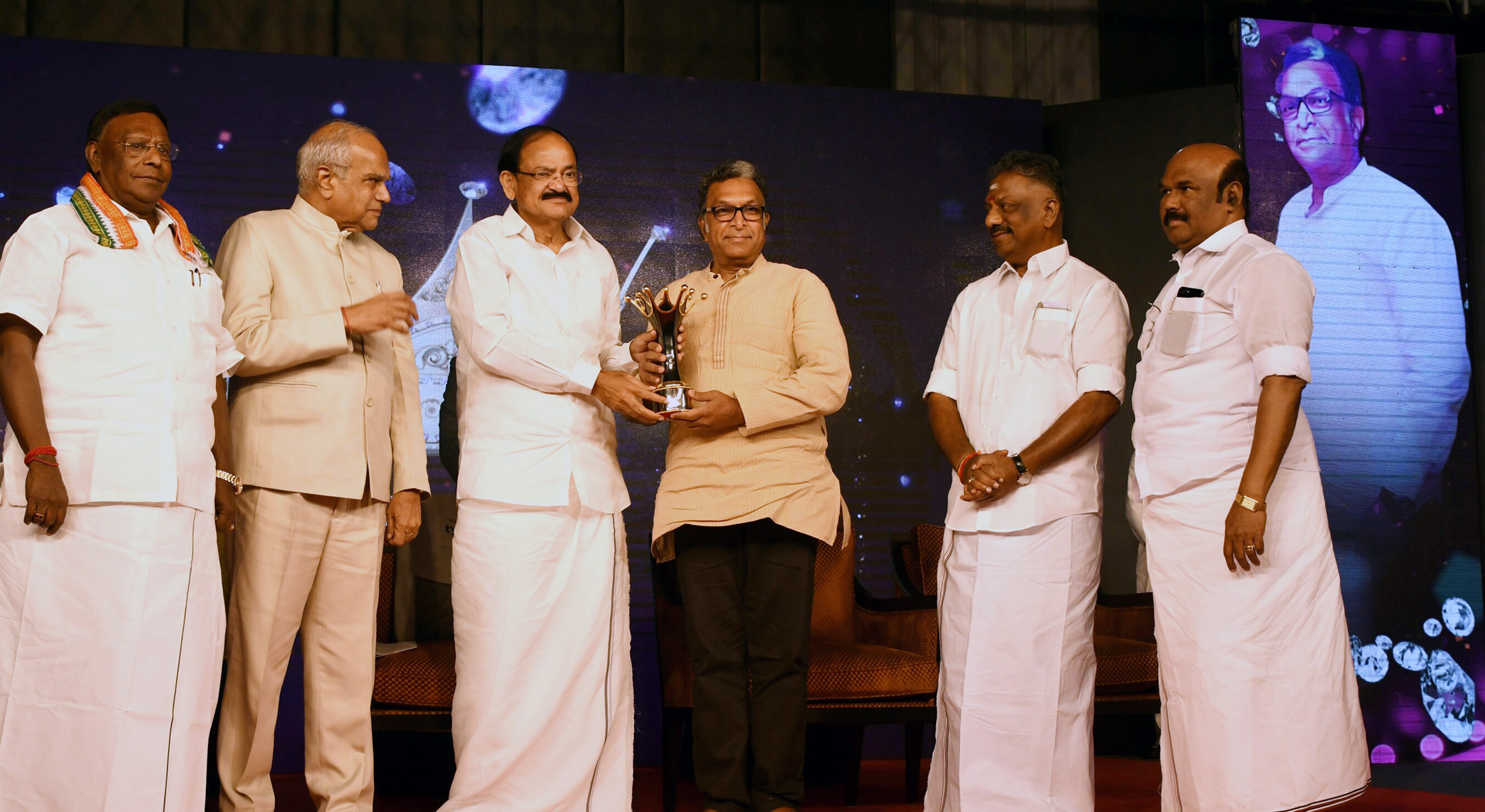
マグダム賞（タミル・ナードゥ州の最高賞）を受賞するナーサル（2017年）

1985年に『Kalyana Agathigal』で俳優としてデビューする。1987年の『Kavithai Paada Neramillai』で主演を務め、同年の『ナヤカン/顔役』で演じた警官役で注目を集める。その後、マニラトナムとカマル・ハーサンの監督作品の常連キャストとなり、『ロージャー』『Thevar Magan』『ボンベイ』『Kuruthipunal』に相次いで出演した。
1995年に『Avatharam』で監督デビューし、主演も務めた。同作は批評家から高い評価を得たものの、興行的には失敗している。1997年には『Devathai』で監督・主演を務めた。映画は輪廻についての「映画の創造的な種」になったという、子供のころにナーサルが聞いた物語が基になっている。アーミル・カーン主演の『ラガーン』からオファーを受けていたが、多忙なスケジュールを調整することが出来ず、出演を断念したと述べている。
2015年に『バーフバリ 伝説誕生』に出演し、ラーナー・ダッグバーティ演じる息子バラーラデーヴァに王位に就くことを扇動する父ビッジャラデーヴァを演じた。映画は、彼のキャリアの中で最も成功した作品の一つとされている。2017年には後編『バーフバリ 王の凱旋』で、引き続きビッジャラデーヴァを演じている。

## 出演
- ナヤカン/顔役（英語版）（1987年）
- ロージャー（1992年）
- インディラ（1995年）
- ボンベイ（1995年）
- インドの仕置人（1996年）
- ジーンズ 世界は2人のために（1998年）
- パダヤッパ いつでも俺はマジだぜ!（英語版）（1999年）
- ヘー・ラーム（2000年）
- チャンドラムキ 踊る!アメリカ帰りのゴーストバスター（2005年）
- フェア・ゲーム（2010年）
- 神さまがくれた娘（2011年）
- Mugamoodi（2012年）
- バードシャー テルグの皇帝（2013年）
- バーフバリ 伝説誕生（2015年）
- 帝王カバーリ（2016年）
- インパクト・クラッシュ（2017年）
- バーフバリ 王の凱旋（2017年）
- ヴィクラムとヴェーダー（2017年）
- リシの旅路（英語版）（2019年）
- PS1 黄金の河（2022年）
- PS2 大いなる船出（2023年）